# Hello, I Must Be Going! (álbum)
Hello, I Must Be Going! es el segundo álbum de estudio del cantante y compositor británico Phil Collins, publicado el 5 de noviembre de 1982. El nombre de este álbum proviene de una canción de Marx Brothers que lleva el mismo nombre, la cual aparece en las películas de Animal Crackers. El álbum fue promocionado con una gira titulada del mismo nombre. 
El disco contiene la versión del éxito de The Supremes "You Can't Hurry Love", que es uno de los sencillos más conocidos de Collins. Ninguna de las otras versiones del sencillo del álbum hizo un impacto tan significativo en las listas de éxitos. Otros temas que se incluyen son el moderno-jazz instrumental "The West Side", y "Thru These Walls", una canción voyeurista acerca de la oscuridad de un hombre que escucha a través de la pared a sus vecinos, en indecorosas actividades durante la noche o por lo menos eso es lo que él está imaginándose. Además de "You Can't Hurry Love", Phil Collins produjo otra canción exitosa que logró filtrarse en el puesto número 39 del Top 40 de los EE. UU., llamado "I Don't Care Anymore", una canción oscura con el efecto de reverb con puerta y letras de canciones de su divorcio similares a la anterior "In the Air Tonight". 
Las canciones más optimistas servirían como un preámbulo al sonido más comercial de su siguiente álbum No Jacket Required. El álbum toma mucha de su inspiración de los problemas en la vida personal de Collins, especialmente el doloroso divorcio que estaba pasando en ese momento. Esto explica el tono oscuro y amargado en varias de las pistas, incluyendo el sencillo "I Don't Care Anymore". Coproducido con Hugh Padgham, el sonido de reverb con puerta de la batería se emplea en su totalidad una vez más, con una mezcla de sonidos de percusión muy secos en temas como "I Cannot Believe It's True", en contraste con la acústica de grandes usados en "Do You Know, Do You Care?".

## Lista de canciones
Todas las canciones compuestas por Phil Collins, excepto "You Can't Hurry Love" de Holland-Dozier-Holland
| N.º | Título                                | Duración |  |
| 1.  | «I Don't Care Anymore»                | 5:00     |  |
| 2.  | «I Cannot Believe It's True»          | 5:14     |  |
| 3.  | «Like China»                          | 5:05     |  |
| 4.  | «Do You Know, Do You Care?»           | 4:57     |  |
| 5.  | «You Can't Hurry Love»                | 2:50     |  |
| 6.  | «It Don't Matter to Me»               | 4:12     |  |
| 7.  | «Thru These Walls»                    | 5:02     |  |
| 8.  | «Don't Let Him Steal Your Heart Away» | 4:43     |  |
| 9.  | «The West Side»                       | 4:59     |  |
| 10. | «Why Can't It Wait 'Til Morning»      | 3:01     |  |

## Músicos
- Phil Collins – voz, batería, pandereta, sintetizadores y pedales de bajo en las canciones 1, 4 y 9
- Daryl Stuermer – guitarras eléctricas
- John Giblin – bajos en las canciones 2, 3, 5 y 8
- Mo Foster – bajos en las canciones 6 y 7
- Michael Harris, Rahmlee Michael Davis – trompeta
- Don Myrick – saxofón
- Louis "Louie Louie" Satterfield – trombón
- Chester Thompson – batería (en la gira del álbum)

## Posicionamiento

### Álbum
| 1982                                                          | 2 | 8 | 1 | 15 | 20 | 6 | 4 | 7 | 2 |
| "—" denotes releases that did not chart or were not released. |   |   |   |    |    |   |   |   |   |

### Sencillos
| Año                                                           | Título                                | Listas | Listas | Listas       | Listas       | Listas | Listas | Listas | Listas | Listas      | Listas     | Listas | Listas | Listas | Listas | Listas |
| Año                                                           | Título                                | RU     | EE. UU | EE. UU. A.C. | EE. UU. Rock | CAN    | AUS    | NZ     | ALE    | HOL Top 100 | HOL Top 40 | AUT    | FRA    | IRL    | SUE    | SUI    |
| ------------------------------------------------------------- | ------------------------------------- | ------ | ------ | ------------ | ------------ | ------ | ------ | ------ | ------ | ----------- | ---------- | ------ | ------ | ------ | ------ | ------ |
| 1982                                                          | "Thru These Walls"                    | 56     | —      | —            | 34           | —      | —      | —      | —      | 48          | —          | —      | 15     | 27     | —      | —      |
| 1982                                                          | "You Can't Hurry Love"                | 1      | 10     | 9            | 24           | 9      | 3      | 9      | 3      | 1           | 1          | 3      | 3      | 1      | 6      | 3      |
| 1982                                                          | "Do You Know, Do You Care?"           | —      | —      | —            | 41           | —      | —      | —      | —      | —           | —          | —      | —      | —      | —      | —      |
| 1983                                                          | "I Don't Care Anymore"                | —      | 39     | —            | 3            | —      | —      | —      | —      | —           | —          | —      | —      | —      | —      | —      |
| 1983                                                          | "Don't Let Him Steal Your Heart Away" | 45     | —      | —            | —            | —      | —      | —      | —      | —           | —          | —      | —      | 18     | —      | —      |
| 1983                                                          | "Why Can't It Wait 'Til Morning"      | 89     | —      | —            | —            | —      | —      | —      | —      | —           | —          | —      | —      | —      | —      | —      |
| 1983                                                          | "I Cannot Believe It's True"          | —      | 79     | —            | —            | —      | —      | —      | —      | —           | —          | —      | —      | —      | —      | —      |
| 1983                                                          | "It Don't Matter to Me"               | —      | —      | —            | —            | —      | —      | —      | —      | 46          | —          | —      | —      | —      | —      | —      |
| 1983                                                          | "Like China"                          | —      | —      | —            | 17           | —      | —      | —      | —      | —           | —          | —      | —      | —      | —      | —      |
| "—" denotes releases that did not chart or were not released. |                                       |        |        |              |              |        |        |        |        |             |            |        |        |        |        |        |

### Certificación
| País     | Certificación |
| -------- | ------------- |
| Alemania | 3× Oro        |